# Allendale, Kalifornien
Allendale är en ort i Solano County, Kalifornien, USA.